# اکسهال
اکسهال (به انگلیسی: Exhall) یک روستا در بریتانیا است که در Nuneaton and Bedworth واقع شده‌است. اکسهال ۸٬۰۰۶ نفر جمعیت دارد.